# St. Margaretha (Haselbach)

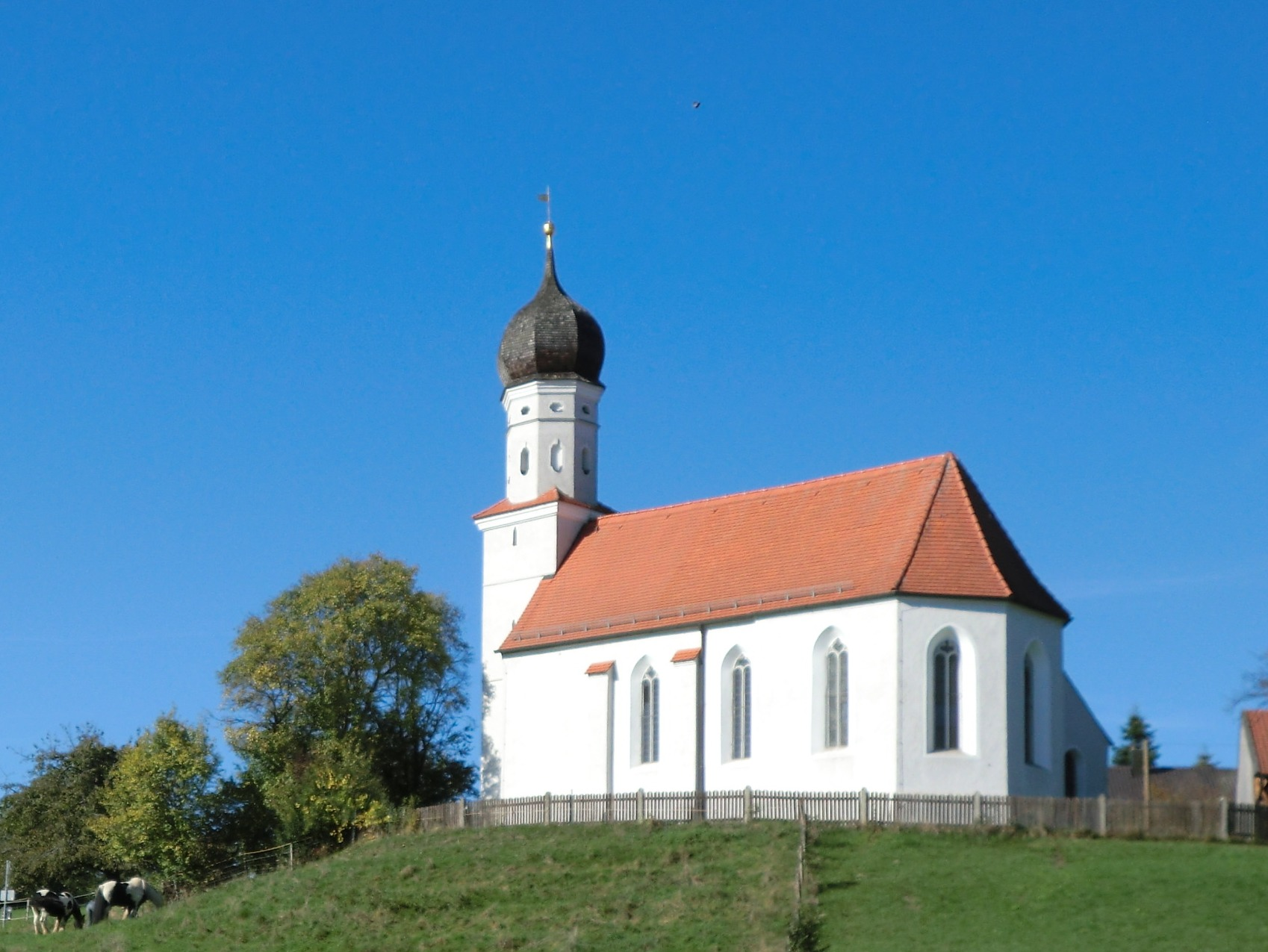
St. Margaretha in Haselbach

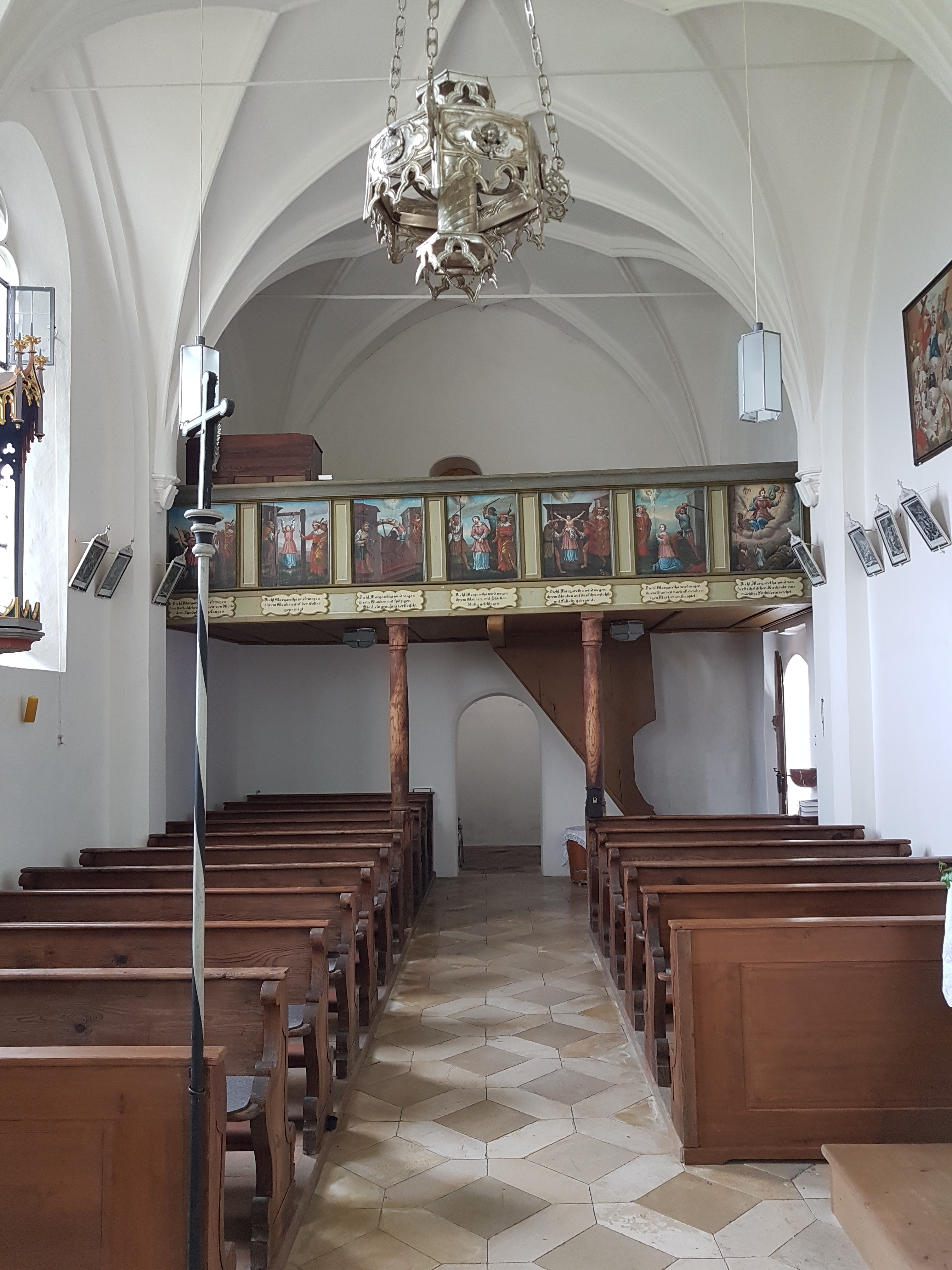
Innenraum

Die römisch-katholische Filialkirche St. Margaretha steht in Haselbach, einem Gemeindeteil der Stadt Ebersberg im oberbayerischen Landkreis Ebersberg. Das Bauwerk ist in der Liste der Baudenkmäler in Ebersberg als Baudenkmal unter der Nr. D-1-75-115-68 eingetragen. Die Kirche gehört zum Dekanat Ebersberg im Erzbistum München und Freising.

## Beschreibung
Beim Bau der 1496/98 errichteten spätgotischen Saalkirche fanden Teile des romanischen Langhauses vom Vorgängerbauwerk Verwendung. Das vierjochige Kirchenschiff wird von Strebepfeilern gestützt, im Osten schließt sich der dreiseitig geschlossene Chor an. Um 1700 wurde die Kirche um die Sakristei an der Nordwand des Chors und den Fassadenturm auf quadratischem Grundriss im Westen erweitert. Das achteckige Obergeschoss des Turms trägt eine Zwiebelhaube.
Der Innenraum ist mit einem Netzgewölbe überspannt. Auf den Glasmalereien im Chor sind der heilige Sebastian, Anna selbdritt, Christopherus und Margareta von Antiochia dargestellt. Der neugotische Hochaltar wird von Skulpturen aus dem späten 15. Jahrhundert flankiert.